# Конституционный референдум на Коморских островах (2018)
Конституционный референдум на Коморских Островах прошёл 30 июля 2018 года. В предложенных поправках к Конституции снималось ограничение количества сроков пребывания президента на своём посту и снималась ротация президентов от трёх основных островов. Поправки были одобрены большинством избирателей в 92% голосов при явке 63%. 
После одобрения поправок президент Азали Ассумани мог претендовать на второй 5-летний срок. Президентские выборы были передвинуты с 2021 на 2019 год.